# Ikarus 436
Ikarus 436 — городской сочленённый заднеприводный автобус особо большой вместимости, выпускавшийся с 1991 по 2008 год венгерской фирмой Ikarus для рынка США. В отличие от Ikarus 435, автобус расширен на 10 см. Одиночная версия — Ikarus 416.

## История
В период с 1980 по 1988 год венгерская фирма Ikarus поставляла в США и Канаду 505 моделей Ikarus 286. Чтобы сохранить зарубежный рынок, к 1986 году модели Ikarus 416 и Ikarus 436 (являвшиеся, соответственно, адаптациями Ikarus 415 и Ikarus 435) разрабатывались параллельно. В 1989 году была основана корпорация Ikarus USA Incorporated, поскольку, согласно Закону о покупке американского права, автобусы, закупаемые государственными и местными органами власти, должны содержать не менее 60% американских деталей, поэтому кузова автобусов Ikarus 436 были выпущены в Будапеште. Окончательно Ikarus 436 начал выпускаться в Аннистоне. В 1992 году американский производитель автобусов был на грани банкротства, поскольку был приобретён венчурной фирмой First Hungarian Fund. В 1993 году было создано совместное предприятие Ikarus Inc. и North American Bus Industries (NABI), которое продолжало выпускать Ikarus 436 под названием NABI 436 до 2008 года.

## Эксплуатация
В Венгрии в эксплуатацию был запущен один Ikarus 436. В 1989 году он был закуплен компанией Nógrád Volán. До 2004 года автобус обслуживал маршрут Salgótarján.

## Заводские модификации
- Ikarus 436.03[9] и 436.06 — модификации для США[10].
- Ikarus 436.K1 — модификация для Венгрии[11][12].